# Ui (digramme)
Cette page contient des caractères spéciaux ou non latins. S’ils s’affichent mal (▯, ?, etc.), consultez la page d’aide Unicode.
Pour les articles homonymes, voir UI.
Ui (minuscule ui) est un digramme de l'alphabet latin composé d'un U et d'un I.

## Linguistique
- En français, le digramme « ui » correspond tout le temps à [ɥi] sauf lorsqu'il est placé derrière un q.
- En néerlandais, il note la diphtongue [œy].

## Représentation informatique
Comme la majorité des digrammes, il n'existe aucun encodage de Ui sous un seul signe, il est toujours réalisé en accolant un U et un I.